# История Баварии
История Баварии— краткие сведения об истории Свободного государства Бавария, современной Германии (ФРГ).

## Древняя история до 1180 года
Древнейшими обитателями древнебаварских земель были кельтского происхождения, с примесью этрусков на юге, а именно: винделики на плоской возвышенности до Инна, на востоке норики, в Альпах — реции, а на севере племена бойев, главным местожительством которых с 365 года д. н. эры была Богемия. Для более успешной защиты Галлии против вторжений так называемых римлянами варваров Август поручил своим полководцам, Друзу и Тиберию, завоевать эти страны и устроил из них две провинции: Рецию, с главным городом Augusta Vindelicorum (Аугсбург), и Норик. Границей между ними служило течение Инна.
C 1 в. до н.э. земли Баварии и Чехии к северу от Дуная заселяют германские племена маркоманов, которые подчиняют бойев.
Уже в III столетии спокойствию обеих провинций, с течением времени принявших вполне римский характер, стали угрожать передвижения германских племен. В V столетии они временно были заняты герулами, ругами и скирами, вытесненными из своих обиталищ на Дуксе нашествием гуннов. Воцарившееся безначалие повело к тому, что страна подпала под власть сначала остготов, а потом, между 530—540 годами, франкских королей Австразии. Но ещё раньше этого, в начале VI столетия, в ней утвердились новые пришельцы, преимущественно племена маркоманов и квадов, обитавших в Богемии (Bojohemum) и принесших оттуда название Bajuwarii. Во главе их, с середины VI столетия, стояли герцоги из рода Агилольфингов.
Герцогство занимало область между реками Лех и Энс, горами Фихтель и Тридентинскими Альпами. Первым герцогом, имя которого упоминается в истории, был Гарибальд I (умер в 590 году), имевший свою резиденцию в Регенсбурге. Соединившись с лонгобардами против владычества франков, он был разбит последними и принужден просить мира. Ему наследовал его родственник, Тассилон I (умер в 612 году), ознаменовавший себя тем, что он впервые открыл враждебные действия против славян и их союзников, аваров. При сыне его Гарибальде II (умер в 630 году) баварцы получили от франкского короля Дагоберта I первые писанные законы (Lex Baiuvariorum , между 628—638 годами). По его же приглашению в Баварию прибыли св. Евстахий и Агил и проповедовали там христианство. Окончательно же христианство было введено при Теодоне II (умер в 717 году) франкскими миссионерами Рупертом, Эммерамом и Корбинианом.
Герцог Одилон (737—748 г.), зять Карла Мартелла, формально принял королевский титул, но его попытка свергнуть верховную власть франкских королей кончилась тем, что он был низложен Карломанном и Пипином. При нём архиепископ Бонифаций разделил баварскую церковь на 4 епископства: Зальцбург, Пассау, Регенсбург и Фрайзинг; вместе с тем учреждено было и несколько монастырей.
Тассилон III (748—788 г.) принужден был принести на государственном сейме в Компьене присягу на верность Пипину Короткому, и получил от него свои наследственные владения в лен. Но впоследствии он нарушил эту присягу и соединился с тестем своим, лангобардским королём Дезидерием и аквитанским герцогом против франков. После низвержения Дезидерия Карл Великий обратился против его союзника и угрозой войны заставил его возобновить присягу в Вормсе и выдать заложников. Тассилон, однако, не подчинился и завязал сношения с аварами, за что был вызван в 788 году на государственный сейм в Ингельгейм, осужден за клятвопреступление на смертную казнь и вместе со всей семьей заточен в монастырь, где род его и угас. Бавария, хотя осталась по-прежнему герцогством и сохранила свои древние законы, но была разделена на несколько небольших округов, подчиненных, подобно другим областям государства, управлению графов. Таким образом, Бавария сделалась провинцией Франкского государства и получила одинаковую с ним политическую организацию (Ср. Ланг, «B. s Gauen nach den drei Volkstämmen der Alamannen, Franken und Bojoaren» (Нюрнб., 1830).
При разделе государства, предпринятом Карлом Великим, Бавария вместе с Италией досталась второму сыну его Пипину, умершему ещё при жизни отца. Людовик Благочестивый, наследовавший Карлу Великому, передал сначала управление своему старшему сыну Лотарю с титулом короля, но при новом разделении в 817 году она перешла к Людовику II, прозванному потом Немецким, который называл себя rex Bojoariorum и избрал своей резиденцией Регенсбург. Людовик непрерывно воевал со славянскими народами, причинявшими много вреда своими частыми набегами. Тем временем мало-помалу окрепла светская власть епископов и усилилось могущество пфальцграфов, правивших в качестве наместников. После смерти Людовика Немецкого в 876 году, его сын Карломан сделался королём Баварии, к которой в то время принадлежали ещё Каринтия, Крайна, Истрия, Фриуль, Паннония, Богемия и Моравия.
Карломану наследовал в 879 году его младший брат Людовик III, а после его смерти в 881 году второй брат Карл III Толстый, который, получив в 884 году и корону Франции, соединил таким образом под своей властью все государства Карла В. После него она перешла в 887 году к побочному сыну Карломана Арнульфу, а затем в 899 году к сыну его Людовику Дитяти, в правление которого Бавария сильно пострадала от нападений венгров. С Людовиком Дитятей прекратился в 911 году род Каролингов, и баварцы избрали своим герцогом сына маркграфа Луитпольда, Арнульфа II Злого, известного своей враждой с императором Конрадом I. Его сын после его смерти Оттон I Великий отобрал Баварию у сына Арнульфа, Эбергарда, передав её его дяде, Бертольду (умер 947 году), а затем своему брату Генриху I, назначив брата Эбергарда, Арнульфа, пфальцграфом Баварии. Это подало повод к внутренним раздорам, сделавшим Баварию театром опустошительных войн. Воспользовавшись вспыхнувшим против императора и герцога Генриха восстанием, Арнульф старался снова завладеть своим наследственным, герцогством Бавария, и призвал на помощь венгров, которые вторглись в Баварию, опустошили её, но были разбиты Оттоном на Лехфельде. Генриху I наследовал сын его Генрих II Строптивый, один из образованнейших князей того времени и непримиримый враг Оттона II, который отнял у него Баварию и передал её Оттону Швабскому (умер 982 году). После смерти Отгона II Генрих снова получил герцогство Бавария, которое после него в 995 году перешло к его сыну Генриху IV, ставшему потом императором германским под именем Генриха II. Со смертью его в истории Баварии наступает почти 200-летний период, в течение которого стране пришлось много вытерпеть, как от Крестовых походов, лишивших её значительной части населения, так и от вечной смены герцогов, то назначаемых, то снова изгоняемых императорами, и которые своими взаимными раздорами не давали ей успокоиться. Наконец, после изгнания Генриха XII Льва (основателя Мюнхена), Бавария перешла в 1180 году к пфальцграфу Оттону Виттельсбахскому, родоначальнику баварского и пфальцского дома.

## Бавария в составеСвященной Римской империи
Герцог Оттон Виттельсбах (умер в 1183 году) и его деятельный преемник Людвиг I значительно расширили свои наследственные владения, а последний, кроме того, получил от императора Фридриха II в лен Рейнский Пфальц. Людвиг умер в 1231 году от удара кинжалом, нанесенным ему каким-то неизвестным на Кельхаймском мосту (отсюда его прозвище Людвиг Кельхаймский); ему Бавария обязана основанием города Ландсхута.
Правление его сына Оттона Светлейшего (1231—1253) ознаменовалось внутренними раздорами из-за светской власти епископов, стремившихся к полной независимости. За свою приверженность к императору он был отлучен папой от церкви.
Его сыновья Людвиг II Строгий и Генрих XIII два года правили вместе, но в 1255 году разделили между собой страну, причем Людвиг получил Верхнюю Баварию с Мюнхеном, Рейнский Пфальц и титул курфюрста, а Генрих сделался владетелем Нижней Баварии с главным городом Ландсхутом (его потомки правили в Нижней Баварии до 1340 года). Кроме того, обоим братьям досталось наследство Конрадина Гогенштауфенского.
Один из двух сыновей Людвига II (умер в 1253 году), Людвиг, был избран в императоры под именем Людвига IV Баварского (умер в 1347 году). В 1329 году он заключил с сыновьями своего брата раздельный договор в Павии, по которому последним были предоставлены Рейнский Пфальц и Верхний Пфальц; обе стороны лишились права отчуждения своих владений и наследования в женской линии, тогда как титул курфюрста должен был принадлежать обоим поочередно. Впрочем, последнее постановление было отменено Золотой буллой в 1356 году, представившей курфюрстское достоинство Пфальцскому дому. Таким образом, возникли две главные линии Виттельсбахского дома: Пфальцская и Баварская. По прекращении нижнебаварской линии император Людовик, с согласия сословий, присоединил Нижнюю Баварию к Верхней. Ему Бавария обязана также многими улучшениями в порядке внутреннего управления; так, он даровал Мюнхену городовое право, издал гражданское уложение для Верхней Баварии и новые судопроизводственные законы для Нижней Баварии. Людвиг оставил после себя шесть сыновей и богатое наследство, к которому, кроме Баварии, принадлежали Бранденбург, голландские и зееландские провинции, Тироль и т. д. Но эти внешние владения скоро были утрачены, и между отдельными линиями начались раздоры и междоусобицы, окончившиеся 1505 году соединением большей части древнебаварских земель в руках Альбрехта IV.
В XIV столетии положено было начало постепенному развитию сословного государственного устройства Баварии, так как, пользуясь затруднениями и раздорами своих князей, дворянство и города вымогали от них разные права и льготы, встречая поддержку со стороны владетелей духовных княжеств и имуществ. Сословия (прелаты, рыцари и города) собирались, когда им заблагорассудится, и притом либо в виде «сейма» (соединенные сословия), либо в виде отдельных сословий, из которых каждое образовало свой особый союз. Общие государственные законы предварительно обсуждались постоянной сословной комиссией, совместно с советниками герцога, а затем поступали на окончательное утверждение сейма. Разверстка утверждённых налогов производилась опять-таки сословиями, которые взимали и расходовали их через своих людей, а не через герцогских чиновников.
Тяжелый кризис пришлось пережить сословной конституции Баварии в начале правления герцога Альбрехта IV, абсолютистские поползновения которого вызвали энергичное сопротивление нижнебаварских чинов, дошедшее до открытого восстания. В 1506 году сословия Нижней и Верхней Баварии соединились в одно сословное собрание, и герцог Альбрехт, сознавая весь вред существовавшего до сих пор дробления на уделы, добился от них признания единства и нераздельности государства и порядка престолонаследия по праву первородства. Согласно с этим, из трех его сыновей: Вильгельма IV, Людвига и Эрнста, ему должен был наследовать один только Вильгельм; но после его смерти в 1508 году начались распри, приведшие к совместному правлению Вильгельма и Людвига.
Оба они оказали реформации, нашедшей многочисленных приверженцев и в Баварии, самое решительное противодействие и в 1541 году призвали в страну иезуитов. Вильгельм умер в 1550 году. Сын его Альбрехт V Великодушный тоже был другом иезуитов, но вместе с тем покровительствовал наукам и искусствам.
Из трех его сыновей ему наследовал в 1579 году Вильгельм V Благочестивый, который в 1597 году вынужден был сеймом передать правление своему старшему сыну Максимилиану I и удалиться в монастырь.
Максимилиан I, одаренный редкими способностями, был душой лиги, образовавшейся против протестантской Унии. Во время 30-летней войны император Фердинанд II пожаловал ему в 1623 году Пфальцское курфюршество и в виде залога на военные издержки передал ему Верхний Пфальц. Вестфальский мир упрочил за Максимилианом I титул пятого избирателя и владение Верхним Пфальцем, вместе с тем учреждено было восьмое курфюршество для Пфальцской линии и за нею утверждено право наследства на Баварию, в случае прекращения потомства Вильгельма. Максимилиан умер 27 сентября 1651 года после 55-летнего царствования.
При его мирном и бережливом преемнике Фердинанде Марии в последний раз собрался баварский сейм, не отличавшийся многолюдством; с этого времени все права сейма перешли к постоянной сословной комиссии, получившей название сословной управы (Landschafts Verordnung), первоначально избиравшейся только на 9 лет.
Фердинанду Марии наследовал в 1679 году его сын, Максимилиан II Эмануэль, принявший в войне за Испанское наследство сторону Франции. Вследствие этого, после битвы при Гохштедте в 1701 году, император обошелся с Баварией, как с завоеванной страной: Максимилиан был объявлен изменником и лишен своих прав, которые были возвращены ему только по Баденскому миру 1714 года.
Ему наследовал в 1726 году Карл Альбрехт. Основываясь на брачном договоре между герцогом Альбрехтом V и его супругой Анной, дочерью императора Фердинанда I, подкрепленный также завещанием последнего, он предъявил после смерти Карла VI притязания на большую часть Австрийского наследства и начал войну против Марии-Терезии. При поддержке французской армией, он завоевал всю Верхнюю Австрию, провозгласил себя после завоевания Праги королём богемским и в 1742 году был избран во Франкфурте в немецкие императоры, под именем Карла VII. Но на этом его торжество окончилось. Австрия заняла своими войсками Баварию, и Карл Альбрехт, поспешивший в Мюнхен, скоропостижно умер 20 января 1745 года.
Его сын и наследник Максимилиан Иосиф заключил с Австрией мир в Фюссене, 22 апреля 1745 года, признав Прагматическую санкцию, и взамен получив обратно все завоеванные Австрией баварские земли. Искренно проникнутый желанием видеть свою страну счастливой, он обратил все своё внимание на улучшение земледелия, ремесел, горного дела, правосудия, полиции, финансов и народного образования. Он учредил Академию наук в Мюнхене (1759 году) и щедро покровительствовал искусствам. Будучи бездетным, он подтвердил все существовавшие наследственные договоры с домом пфальцских курфюрстов. Как по договорам Виттельсбахского дома, так и по определениям Вестфальского мира, пфальцскому курфюрсту бесспорно принадлежали права наследства на Баварию, когда со смертью Максимилиана Иосифа 30 декабря 1777 году угасла Виттельсбахская линия. Но неожиданно для всех Австрия выступила с притязаниями на Нижнюю Баварию и заняла несколько округов.
Наследник и преемник Максимилиана Иосифа, бездетный Карл Теодор, сдавшись на увещания императора Иосифа II, подписал 3 января и 14 января 1778 году соглашение, в котором обещал Австрии уступку Нижней Баварии, владения Миндельгейм и богемских ленов в Верхнем Пфальце. Но герцог Карл Цвейбрюкенский, как ближайший агнат и вероятный наследник Баварии, объявил себя против этой уступки, побуждаемый к тому прусским королём Фридрихом II. Это и послужило поводом к так называемой войне за баварское наследство, которая, однако, окончилась без кровопролития Тешенским миром в 1779 году, благодаря преимущественно вмешательству России, высказавшейся против Австрии. За курфюрстом пфальц-баварским было обеспечено бесспорное владение Баварией, за исключением Иннской четверти с Брунау (38 миль²), отошедшей к Австрии. Вместе с тем, согласно постановлениям Вестфальского мира, прекратило своё существование и восьмое курфюршество.
Карл Теодор умер 16 февраля 1799 года С ним угасла Нейбург-Зальцбахская линия царствующей династии и курфюршеское достоинство перешло к Цвейбрюкенской линии. Герцог Карл умер ещё в 1795 году, не оставив после себя детей, а потому правление перешло к его брату, Максимилиану IV Иосифу.
Последний немедленно подтвердил (патент от 16 февраля 1799 года) права страны в сословий, но в то же время наотрез отказал в созыве общего сейма и через своего министра Монжела ввел систему так называемого просвещенного деспотизма. Последовал ряд мер, открывших собой новую эру: смягчение цензуры, ограничение власти духовенства в светских делах и упразднение монастырей. Но все это обходилось не без насилия и расхищения общественного добра.

## Наполеоновские войны
По Люневильскому миру (9 февраля 1801 года), Бавария потеряла весь Рейнский Пфальц, герцогства Цвайбрюккен и Юлих, но получила за это богатое вознаграждение, именно епископство Вюрцбург, Бамберг, Фрайзинг и Аугсбург, часть Пассау вместе с 12 аббатствами и 17 имперскими городами, в числе которых были Ульм, Кемптен, Мемминген, Нёрдлинген и Швайнфурт. Бавария приобрела таким образом 60 миль², 110 000 жителей и более миллиона доходов. Прессбургским миром территория её была увеличена на 500 миль² и на 1 млн жителей. В числе новых приобретений находились Тироль, Форарльберг, маркграфство Бургау, княжество Эйхштет, маркграфство Ансбах, взамен чего Вюрцбург отошел к прежнему великому герцогу Тосканскому, а герцогство Берг — к Франции.
Из рук иноземного завоевателя курфюрст получил державную власть и королевский титул, принятый им 1 января 1806 года под именем Максимилиана Иосифа I. Вслед за этим он стал во главе тех немецких владетельных князей, которые 12 июля 1806 года подписали акт об учреждении Рейнского союза, приняв на себя обязательство в случае войны выставлять для французского императора контингент из 30 000 солдат. Вскоре к новому королевству был присоединен и имперский город Нюрнберг; та же участь постигла и инклавы. Старое сосословное устройство было фактически отменено, и правительство самовольно присвоило себе право взимания налогов. Формальное упразднение старой конституции последовало 1 мая 1808 года провозглашением новой, пожалованной конституции, которая хотя и обещала равенство перед законом, равенство обложения, свободу совести и общее, а не сословное представительство, но так, все осталась только на бумаге.
За участие в кампании 1809 года против Австрии Бавария получила в награду княжество Регенсбург, маркграфства Байройт, Зальцбург, Берхтесгаден, уступив, со своей стороны, Южный Тироль, Ульм и некоторые другие округа. Бавария насчитывала в это время 3 300 000 жителей.
В Русской кампании 1812 года баварский контингент в 30 000 человек почти весь погиб от холода и голода.
В 1813 году Бавария выставила новую армию под команду Наполеона и вместе с тем сосредоточила наблюдательный корпус на австрийской границе, но, видя опасность положения Наполеона, баварское правительство сразу изменило свою политику. За 10 дней до решительной битвы при Лейпциге, она вышла из Рейнского союза и заключила договор с Австрией, по которому за уступку Тироля, Форарльберга, Зальцбурга, Иннской четверти и т. д. за ней обеспечены были все остальные владения, вместе с Вюрцбургом, Ашаффенбургом и некоторой частью левого берега Рейна, образующей ныне Баварский Пфальц. С тех пор Бавария перешла на сторону союзников и участвовала в походе 1814 и 1815 годов.

## Переход к конституционной монархии
На Венском конгрессе окончательно были упорядочены её территориальные отношения, и за баварским королём признаны права самодержавного государя. В течение всего этого времени, в котором более управлял умный и энергичный, но не чуждый насилию министр Монжела, чем добрый и мало бережливый король Максимилиан Иосиф, в Баварии насаждены были многие французские учреждения, и притом не всегда самые лучшие, зато просвещение и образованность, несомненно, сделали успехи, хотя довольно односторонние. На Венском конгрессе, а также после падения Монжела в 1817 году, баварское правительство ревниво оберегало свои державные привилегии, и в этом заключалась одна из причин неудачи всех тогдашних попыток к объединению Германии на более широких основаниях, чем это могло быть достигнуто союзной конституцией. 26 мая 1818 года последовало обнародование конституции.
Это была жалованная конституция. В силу её Бавария должна была оставаться на вечные времена самостоятельным государством, не сливаясь с какой-либо другой монархией. Все граждане государства одинаково должны нести общественные тягости и одинаково пользуются личной свободой. Вместе с тем провозглашена свобода совести и печати — последняя с известными ограничениями. Законодательная власть вручается королю совокупно с двумя палатами: государственных советников и палатой депутатов. Последняя избирается на 6-летний срок и каждые три года должна быть обязательно созвана на два месяца. Предложение законов может исходить только от короля, и решения палат получают законную силу только после утверждения верховной власти. Зато все постановления, касающиеся прав собственности и налогов, могут издаваться лишь при участии и с одобрения палат. Обнародованию конституции предшествовало издание эдикта об устройстве общин на довольно либеральных для того времени основаниях.
Вместе с тем был заключен конкордат с римской курией, включенный в состав конституции. Уже на первом сейме 1819 года палата представителей обнаружила смелость, способность и практический смысл. Сеймы 1822 и 1825 годов заняты были преимущественно прениями о финансах, сопровождавшимися многими неприятными для правительства разоблачениями, а также обсуждением нового таможенного законодательства, улучшением судоустройства, учреждением кассы погашения, смягчением цеховых и других ограничений и т. д.

## Правление Людвига I
После смерти Максимилиана I, 13 октября 1825 года на трон взошёл его сын, ставший править под именем Людвиг I. Он вошёл в историю как покровитель наук и искусств. В 1826 году он перевёл из Ландсхута в Мюнхен университет, который ныне известен как Мюнхенский университет Людвига-Максимилиана, реорганизовал Академию художеств. Под его руководством Мюнхен стал превращаться во «вторые Афины». Однако предприятия короля требовали огромных расходов, чему не особенно сочувствовали члены Палаты депутатов. Это, а также Бельгийская революция в Объединённом Нидерландском королевстве и Июльская революция во Франции, привело к тому, что первоначально либеральный король стал реакционером.
В 1837 году к власти пришли ультрамонтанты, и первым министром стал Карл фон Абель. Первую скрипку в стране стали играть иезуиты, начались гонения на протестантов, одна за другой из Конституции удалялись либеральные статьи. При этом Людвиг сочувственно отнёсся к греческому восстанию, и согласился на избрание своего сына, Оттона, греческим королём, что очень недёшево обошлось баварскому казначейству, принужденному поддерживать короля разоренной страны.
Однако к коллапсу клерикального режима в Баварии привели не народные протесты, а любовные похождения короля. В 1846 году он попал под сильное влияние ирландской авантюристки Элизы Гильберт, выдававшей себя за «испанскую танцовщицу Лолу Монтес», которой удалось, как говорили, «победить Лойолу», то есть свергнуть клерикальное министерство Абеля, а потом и умеренное министерство Маурера. Первым министром стал принц Людвиг фон Эттинген-Валленштайн, кабинет которого стали называть «министерством Лолы». Новый первый министр пытался завоевать симпатии либералов, апеллируя к пангерманизму, но так и не смог сформировать дееспособного правительства.

## Революция 1848—1849 годов
В 1848 году новости о революции во Франции привели к народным волнениям. 11 марта король отправил в отставку первого министра, а 20 марта, осознав степень народного возмущения своим правлением, отрёкся от престола сам. Новым королём стал его сын, Максимилиан II.
Ещё 6 марта 1848 года Людвиг I издал прокламацию, в которой обещал, что баварское правительство будет действовать ради свободы и единства Германии. Действуя в духе этой прокламации, Максимилиан II признал власть созванного во Франкфурте Германского парламента, а 19 декабря издал указ о действии в Баварии всех законов, принимаемых Германским парламентом. Однако главенство среди германских государств всё больше стало переходить к Пруссии, а не к Австрии. Максимилиан был поддержан парламентом, когда отказался согласиться с предложением о вручении имперской короны прусскому королю Фридриху Вильгельму IV. Однако Максимилиан пошёл вопреки воле народа, отказавшись поддержать проект германской Конституции, когда выяснилось, что согласно ему из состава Германского союза исключается Австрия.

## Правление Максимилиана II
В качестве правителя Максимилиан II отличался некоторым либерализмом; влиянию фаворитов и любовниц, управлявших Баварией при его отце, был положен предел; распространению народного образования перестали ставить препятствия; печать стала свободнее, и король не желал вступать в столкновения с народным представительством, хотя окружавшие его не раз побуждали его к этому.
После его внезапной смерти в 1864 году королём стал его 18-летний сын Людвиг II.

## Бавария во время объединения Германии
В 1866 году Баварское королевство потерпело поражение в быстротечной войне с Пруссией. И когда в 1871 году решался вопрос о создании объединённой Германской империи, Людвиг был вынужден подписать письмо о признании императором Вильгельма I. Суверенитет Баварии был ущемлен. Но Людвиг был увлечен другим: музыкой Вагнера и личностью самого композитора. Ходили слухи о том что Людвиг душевнобольной. Строительство красивых, но ненужных замков не только истощает собственные средства Людвига, но и почти разоряет государственную казну. Правительство пыталось удалить короля от государственных дел и объявляет его недееспособным. 13 июня 1886 года тело Людвига было найдено в водах Штарнбергского озера: на вечернюю прогулку он отправился без телохранителей, в сопровождении доктора и в замок уже не вернулся. Тело доктора также было найдено в озере.

## Бавария в составе Германской империи
После смерти Людвига II власть в королевстве перешла к его дяде — 65-летнему Луитпольду, который был регентом душевнобольного брата Людвига короля Отто. Он был регентом до 1912 года. Затем баварский престол перешёл к его сыну Людвигу III.
После поражения Германской империи в Первой мировой войне, на фоне политического кризиса и ноябрьской революции 1918 года, Людвиг III бежал из страны, и таким образом многовековое правление дома Виттельсбахов в Баварии завершилось.

## Бавария в 1918-1919 годах
После отречения последнего короля Баварии был образован Временный Национальный Совет (Provisorische Nationalrat) в качестве временного парламента и Баварское Общее Министерство (Bayerischer Gesamtministerium) в качестве временного правительства. 12 января 1919 года прошли выборы в Баварский ландтаг (Bayerischer Landtag), 1 марта он избрал в качестве исполнительного органа Общее Министерство, 14 августа принял «Конституционный Акт Свободного Государства Бавария» (Verfassungsurkunde des Freistaats Bayern), согласно которому законодательным органом становился Баварский ландтаг, избиравшийся народом по пропорциональной системе сроком на 4 года, исполнительным органом — Баварское Общее Министерство, избиравшееся Баварским ландтагом.
21 февраля 1919 года Эйснер был застрелен правым националистом Антоном Графом фон Арко ауф Вэлли, титулованным аристократом и бывшим кавалеристом, который верил в «миф об ударе ножом в спину», согласно которому евреи, социалисты и другие нежелательные элементы стали причиной поражения Германии в Первой мировой войне. Еврей и социалист Эйснер был идеальной мишенью для мести.
Убийство Эйснера вызвало беспорядки в Баварии; солдатские и рабочие советы объявили всеобщую забастовку и раздали оружие своим сторонникам, что спровоцировало объявление чрезвычайного положения. Происходили массовые демонстрации и похищение аристократов, Мюнхенский университет был закрыт, раздавался звон церковных колоколов. Поддержка левых в это время была больше, чем когда-либо прежде, даже когда был жив сам Эйснер.
Власть перешла к Центральному совету под руководством Эрнста Никиша. Затем, 7 марта 1919 года, новому лидеру социалистов Иоганнесу Гофману, антимилитаристу и бывшему школьному учителю, удалось заручиться поддержкой парламентского большинства и сформировать коалиционное правительство, но уже через месяц, в ночь с 6 на 7 апреля, коммунисты и анархисты, воодушевлённые известием о революции в Венгрии, провозгласили Баварскую советскую республику (БСР) во главе с Эрнстом Толлером. Толлер призвал несуществующую «Баварскую Красную Армию» поддержать новую диктатуру пролетариата и беспощадно бороться с любым контрреволюционным поведением.
Правительство Гофмана бежало в Бамберг при этом большинство министров ушли в отставку. Войска, верные правительству Гофмана, сделали попытку контрпереворота, но она окончилась неудачей. В столкновениях с «красной армией» погибли двадцать человек.
Вскоре соперничающие правительства вступили в военное столкновение. 18 апреля вблизи Дахау 8000 солдат Гофмана встретились с 30 000 солдат Советской республики. В первом сражении при Дахау одержали победу войска коммунистов, возглавляемые Эрнстом Толлером, но Хоффманн заключил союз с Фрайкором, который выставил отряд из 20 000 человек под командованием генерал-лейтенанта Бургарда фон Овена. Войска Овена взяли Дахау и окружили Мюнхен. В панике красный комендант Мюнхена Рудольф Эгильхофер приказал казнить заложников. 1 мая  Freikorps прорвал оборону Мюнхена, и 6 мая после казни 1000—1200 коммунистов и анархистов Овен объявил, что город взят под контроль, что положило конец Баварской советской республике.
Активными участниками отрядов Freikorps, подавлявших БСР, были многие будущие влиятельные члены нацистской партии, в том числе Рудольф Гесс.
14 августа 1919 года была принята Бамбергская конституция, положившая начало Свободному государству Бавария в составе новой Веймарской республики.

## Бавария с 1919 года
12 ноября 1918 года на базе баварского отделения католической Партии Центра была создана Баварская народная партия (БНП). С 1919 по 1933 годы БНП была самой влиятельной политической силой в Баварии, неизменно входя во все провинциальные правительства. Её представители трижды становились премьер-министрами Баварии:
- Гуго фон Лерхенфельд-Кёферинг (21 сентября 1921 — 8 ноября 1922),
- Ойген фон Книллинг (8 ноября 1922 — 1 июля 1924),
- Генрих Хельд (2 июля 1924 — 10 марта 1933).

В ноябре 1923 года в Мюнхене была совершена первая попытка захвата власти нацистами, в ходе Пивного путча. Он был подавлен, его инициаторы во главе с А. Гитлером арестованы. Гитлер и его соратники отбывали наказание в тюрьме Ландсберга.
В 1933 году Баварский ландтаг был упразднён, его полномочия были переданы имперскому наместнику. В 1946 году Баварский ландтаг был восстановлен, 30 июня 1946 года прошли в него выборы, 2 декабря принял новую конституцию. 21 декабря 1946 года он сформировал Баварское Государственное Правительство (Bayerische Staatsregierung) в качестве исполнительного органа.